# Thyridosmylus maolanus
Thyridosmylus maolanus là một loài côn trùng trong họ Osmylidae thuộc bộ Neuroptera. Loài này được C.-k. Yang miêu tả năm 1993.